# (20958) A900 MA
(20958) A900 MA est un astéroïde aréocroiseur de 2,847 km de diamètre découvert en 1900.

## Description
(20958) A900 MA a été découvert le 29 juin 1900 à l'observatoire Lick, un observatoire astronomique de l'université de Californie situé au sommet du mont Hamilton à l'est de San José (États-Unis), par James Edward Keeler.

### Caractéristiques orbitales
L'orbite de cet astéroïde est caractérisée par un demi-grand axe de 2,33 ua, un périhélie de 1,64 ua, une excentricité de 0,30 et une inclinaison de 8,16° par rapport à l'écliptique. Du fait de ces caractéristiques, à savoir un demi-grand axe inférieur à 3,2 ua et un périhélie compris entre 1,3 et 1,666 ua, il croise l'orbite de Mars et est classé, selon la JPL Small-Body Database, comme astéroïde aréocroiseur (aréo venant de Arès).

### Caractéristiques physiques
(20958) A900 MA a une magnitude absolue (H) de 14,4 et un albédo estimé à 0,399, ce qui permet de calculer un diamètre de 2,847 km.Ces résultats ont été obtenus grâce aux observations du Wide-Field Infrared Survey Explorer (WISE), un télescope spatial américain mis en orbite en 2009 et observant l'ensemble du ciel dans l'infrarouge, et publiés en 2015 dans un article présentant les résultats concernant 7 956 astéroïdes.